# Ruellia indecora
Ruellia indecora är en akantusväxtart som beskrevs av Raymond Benoist. Ruellia indecora ingår i släktet Ruellia och familjen akantusväxter. Inga underarter finns listade i Catalogue of Life.